# ビリャ広場
ビリャ広場 （Plaza de la Villa）は、スペイン、マドリードのセントロにある小さな広場。広場の北をマヨール通りが接する。ルハーネスの塔、シスネーロスの家、カサ・デ・ラ・ビリャ（マドリード市庁舎）といった、異なる時代に異なる様式で建てられた歴史的建築物に囲まれている。

## 歴史

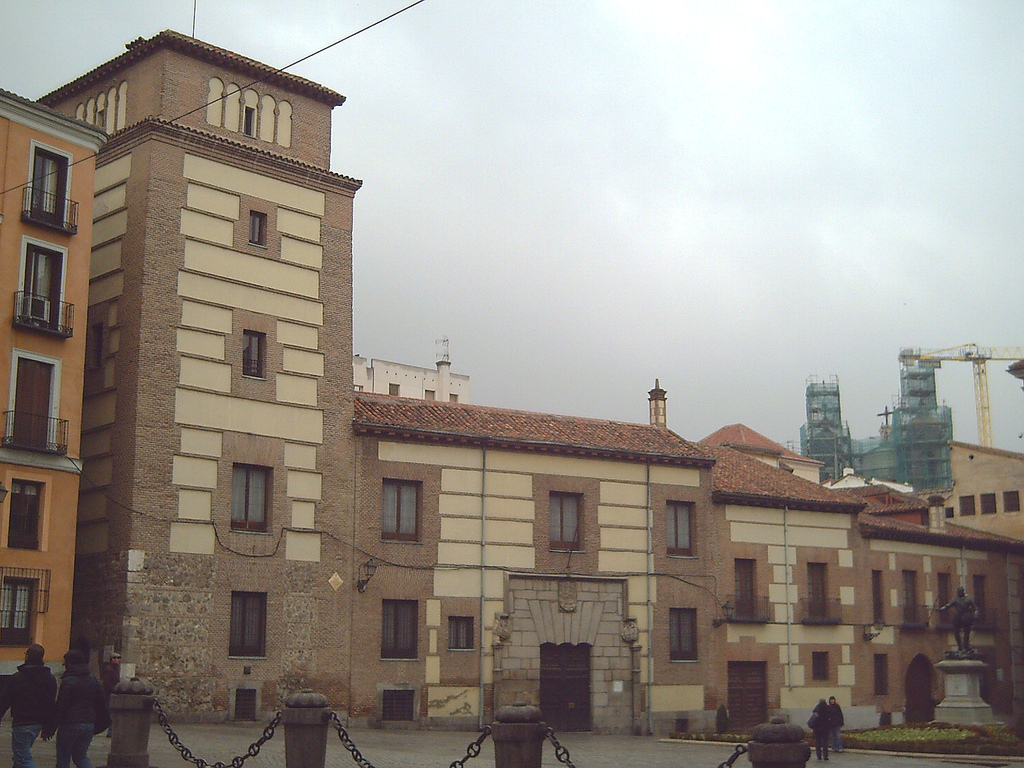
ルハーネスの塔

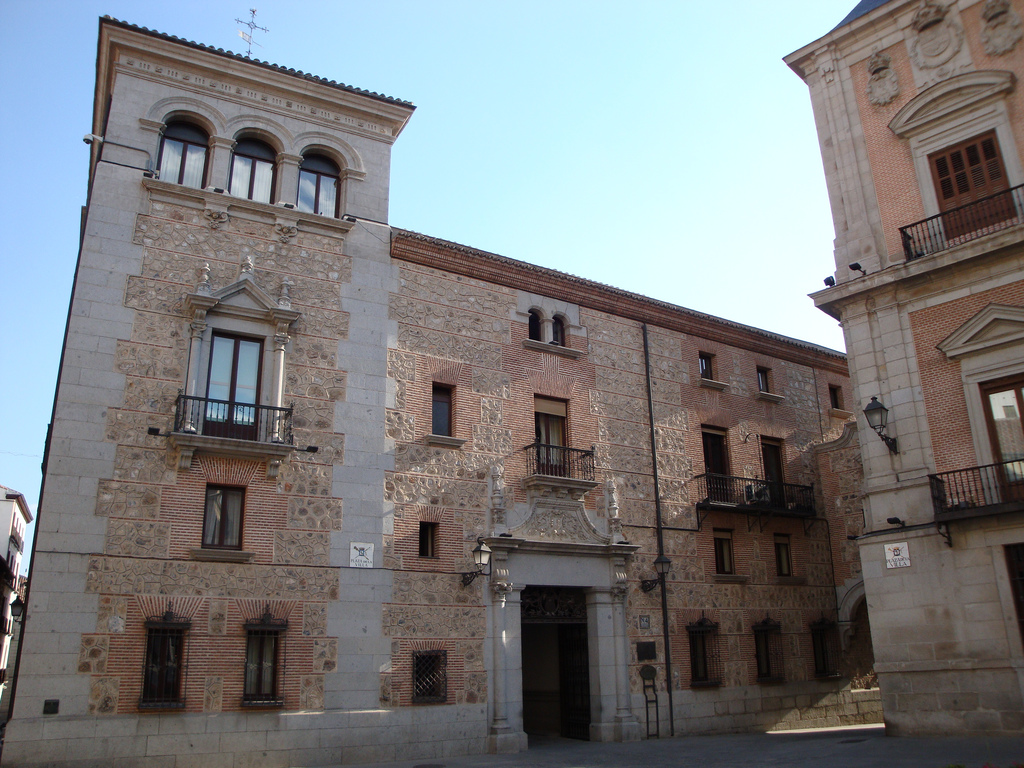
シスネーロスの家

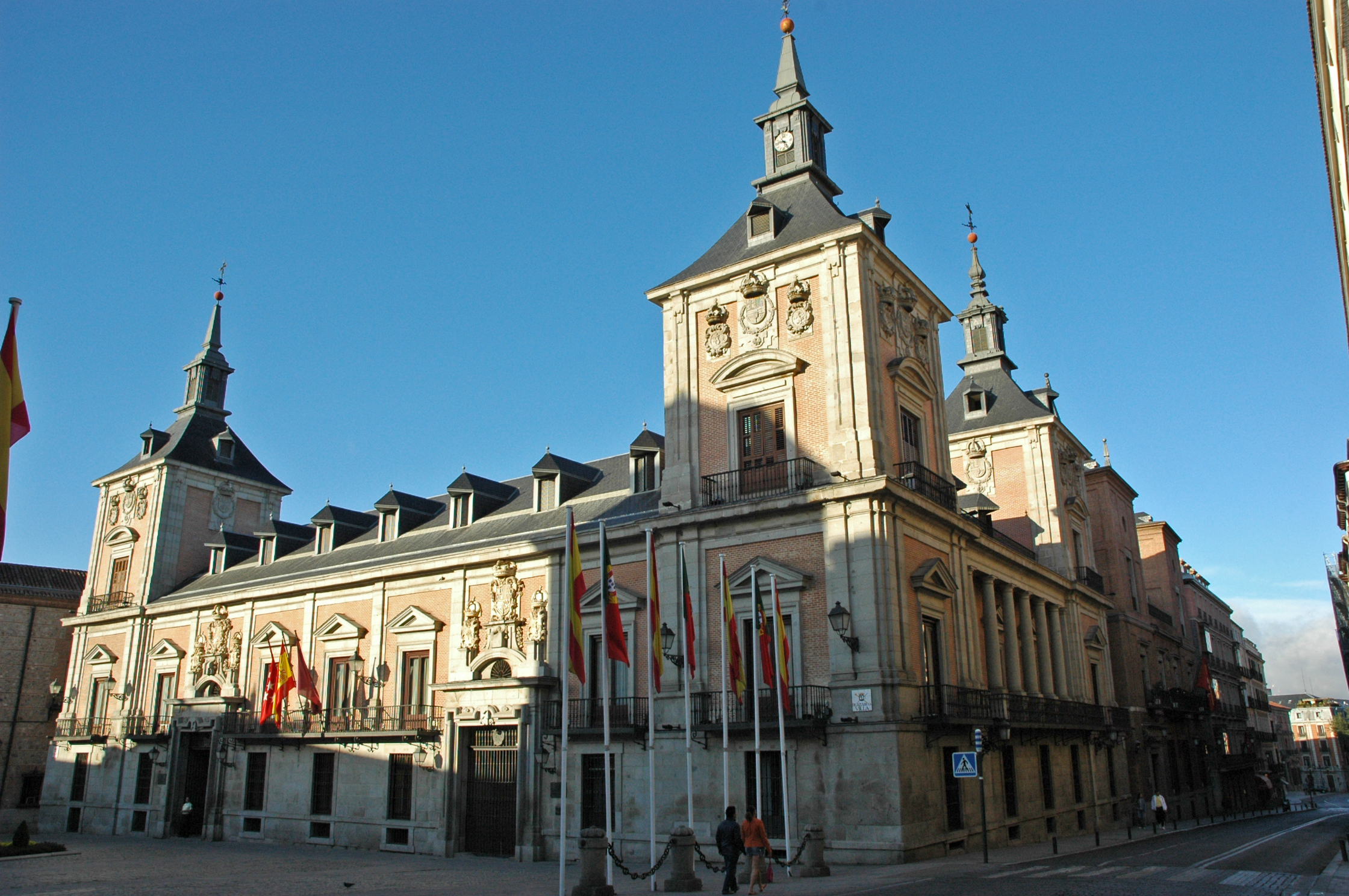
カサ・デ・ラ・ビリャ

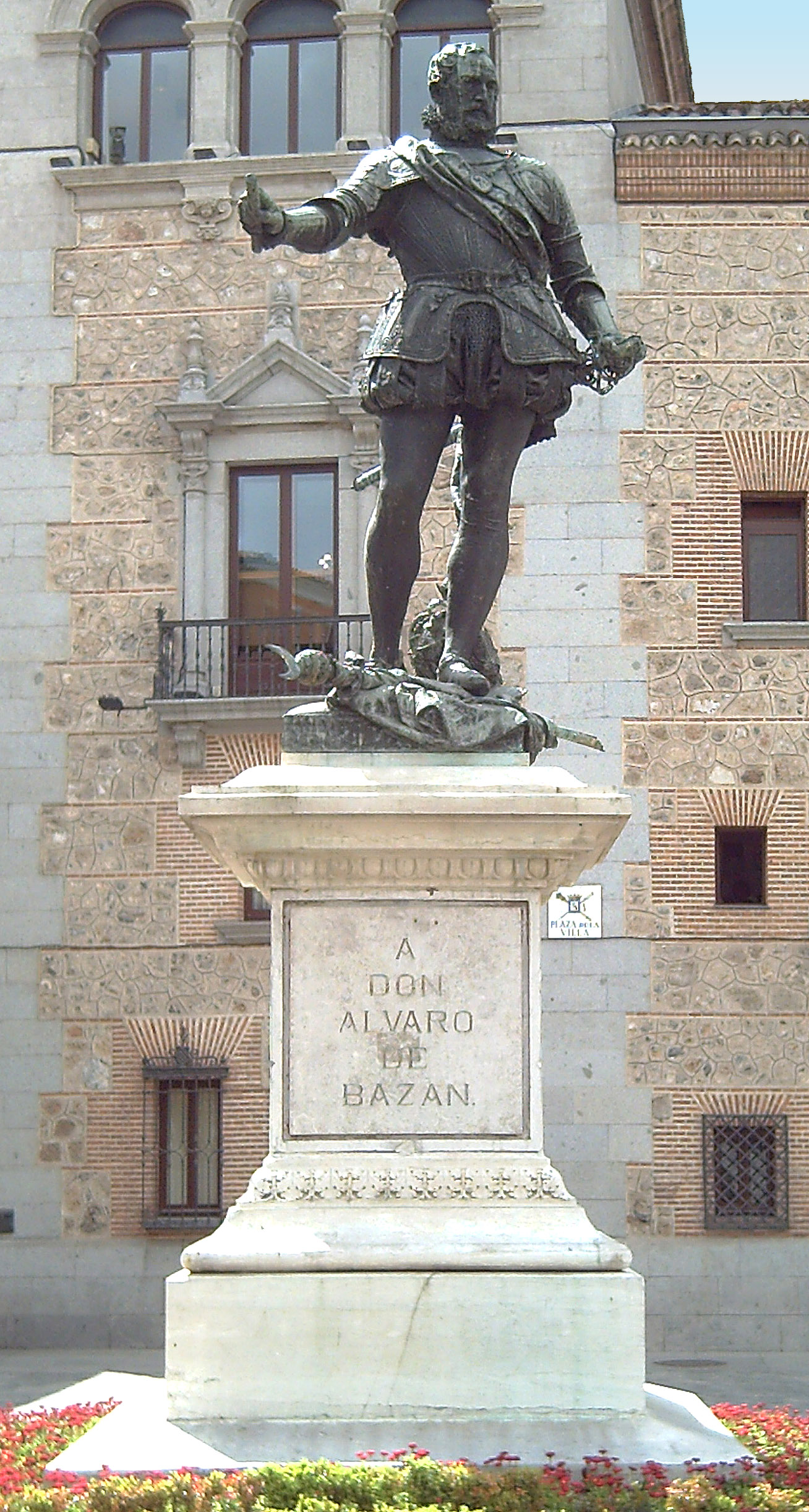
アルバロ・デ・バサン像

ビリャ広場は中世マドリード有数の広場の一つで、マドリードに入る主要門であったグアダラハーラ門とベガ門の中間地点にあった。表通りに面してたっていたサン・サルバドール教会にちなみサン・サルバドール広場と呼ばれていたが、現在教会の場所にはマドリード市庁舎分室があり、往時の記憶をとどめるのはプラークのみである。
15世紀、マドリードの町がカスティーリャ王エンリケ4世から『高貴なる王の村』（Noble y Real Villa）という称号を授けられたことにより、広場はビリャ広場と呼ばれるようになった。

### ルハーネスの塔
ゴシック＝ムデハル様式の塔と邸宅からなる。15世紀に建てられたアラゴン人豪商ルハーネスの家で、市内最古の建物の一つである。言い伝えでは、パヴィアの戦いで捕虜となったフランス王フランソワ1世が、塔に住まわされていたとされる。

### シスネロスの家
1537年、プラテレスク様式（ルネサンス期にスペインで見られた、ムデハル様式とフランボワイヤン＝ゴシック様式の混合）で建てられた邸宅。シスネロス枢機卿の甥ベニートが暮らしていたため、この名がついた。広場に面したファサード部分は、20世紀に家の所有者となったマドリード市によって、市庁舎との調和をはかるため改修された。言い伝えによると、フェリペ2世の秘書アントニオ・ペレスはこの邸宅に監禁されていた。首相を務めたラモン・マリア・ナルバエスは、退陣後にこの邸宅で暮らした。

### カサ・デ・ラ・ビリャ
かつてはバリェ侯爵の邸宅があった場所で、現在の市庁舎建物はフアン・ゴメス・デ・モラの設計で1693年に完成した。2007年11月よりマドリード市長や本庁舎はシベーレス広場に面したコムニカシオネス宮殿へ移転したため、この建物はもっぱら分室機能だけとなっている。

### アルバロ・デ・バサン像
1888年、高名な軍人アルバロ・デ・バサンの没後300年を記念して、市はバサン像の設置を決定した。彫刻家のマリアーノ・ベンリューレが制作し、実際に設置されたのは1891年である。台座の正面には彼の名前が、後方にはロペ・デ・ベガによる追悼文が刻まれている。